# El Diablo de tu corazón
El Diablo De Tu Corazón é uma canção do roqueiro argentino Fito Páez, lançada no álbum Rey Sol, de 2000.
A canção foi uma das mais tocadas no ano de 2001 na argentina[carece de fontes?], e tem um videoclipe bastante polêmico.

## Prêmios e Indicações
| Ano  | Trabalho                                   | Prêmio                           | Indicação                    | Observação           | Resultado | Ref.  |
| ---- | ------------------------------------------ | -------------------------------- | ---------------------------- | -------------------- | --------- | ----- |
| 2001 | '''El Diablo de tu Corazón''' (Canção)     | Grammy Latino                    | Best Rock Song               |                      | Indicado  | [ 3 ] |
| 2001 | '''El Diablo de tu Corazón''' (Videoclipe) | Premio Carlos Gardel a la musica | Melhor direção em Videoclipe | Diretor: Edi Flehner | Venceu    | [ 4 ] |